# Leucania chapa
Leucania chapa är en fjärilsart som beskrevs av Márton Hreblay. Leucania chapa ingår i släktet Leucania och familjen nattflyn. Inga underarter finns listade i Catalogue of Life.